# Berezów (obwód lwowski)
Berezów (ukr. Березів) – wieś w rejonie samborskim (wcześniej w rejonie starosamborskim) obwodu lwowskiego Ukrainy. Wieś liczy około 287 mieszkańców. Podlega murowańskiej silskiej radzie.
Wieś szlachecka Berezow, własność Tarłów, położona była w 1589 roku w ziemi przemyskiej województwa ruskiego. Wieś, położona w powiecie przemyskim, była własnością Józefa Wandalina Mniszcha, została spustoszona w czasie najazdu tatarskiego w 1672 roku. W 1921 wieś liczyła około 597 mieszkańców. Znajdowała się w powiecie starosamborskim.

## Ważniejsze obiekty
- Kościół rzymskokatolicki lub cerkiew greckokatolicka